# Třída Rapière
Třída Rapière je třída vyloďovacích člunů francouzského námořnictva. Její francouzské označení je jinak též Chaland de débarquement d'infanterie et de chars (CDIC). Jeho hlavním úkolem je přeprava a vylodění vojáků, nákladu a obrněných vozidel. Vznikla jako vylepšená verze výsadkových plavidel třídy EDIC 700, určená pro službu na výsadkových lodí třídy Foudre. Celkem byly postaveny dvě jednotky této třídy. Francouzské námořnictvo je provozovalo v letech 1988–2014. Následně jeden získalo Chile a druhý Brazílie, které převzaly obě Francií vyřazená plavidla třídy Foudre.

## Stavba
Celkem byly postaveny dvě jednotky této třídy. Postavila je francouzská loděnice Societe Francaise de Constructions Navales (SFCN) ve Villeneuve-la-Garenne.
Jednotky třídy Rapière:
| Jméno              | Spuštěna | Vstup do služby   | Status                                                           |
| ------------------ | -------- | ----------------- | ---------------------------------------------------------------- |
| Rapière (L9061)    | 1988     | 28. července 1988 | Roku 2011 jej získalo Chile jako Soldado Canave, aktivní.        |
| Hallebarde (L9062) | 1988     | 17. února 1989    | Roku 2014 vyřazen, získala jej Brazílie jako Marambaia, aktivní. |

## Konstrukce

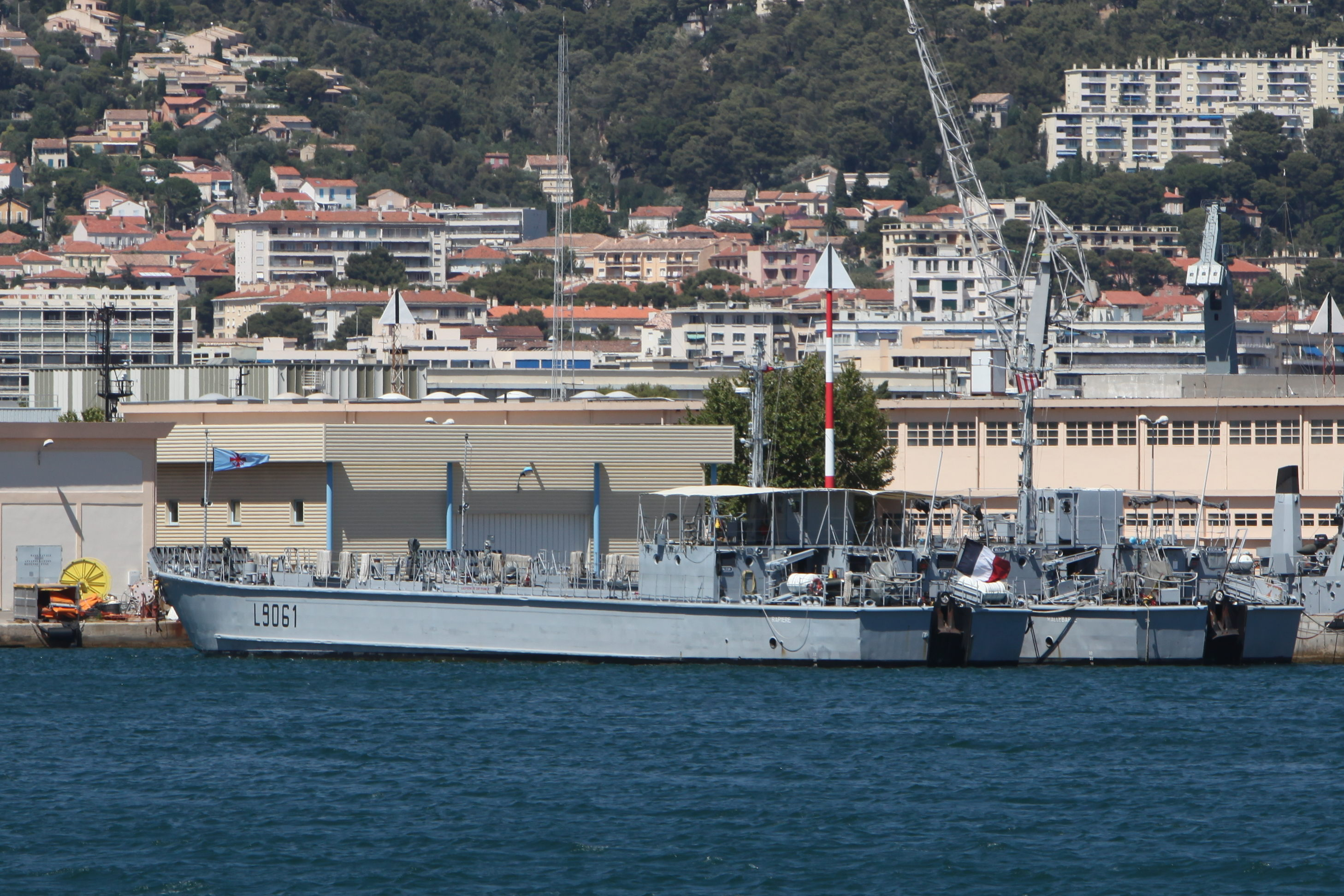
Dvojice člunů CDIC

Plavidlo má nosnost 336 tun nákladu. Je vybaveno navigačním radarem DRBN-32. Je vyzbrojeno dvěma 20mm kanóny a dvěma 12,7mm kulomety. Pohonný systém tvoří dva diesely SACM UD30V12 M1 o výkonu 1080 hp, pohánějící dva lodní šrouby. Nejvyšší rychlost dosahuje 11 uzlů. Dosah je 2880 námořních mil při rychlosti 8 uzlů.